# David Goodier
David Goodier (n. 13 septembrie 1954) este un muzician englez. Este basistul curent al trupei rock Jethro Tull.